# Julien Vercauteren
Julien Vercauteren est un footballeur belge né le 12 janvier 1993 à Berchem-Sainte-Agathe qui joue au poste de milieu.

## Biographie
Julien Vercauteren commence sa carrière professionnelle au Lierse Sk (D1 belge) en 2013.
Le 5 octobre 2013, il inscrit son premier but en Jupiler League contre le club du RAEC Mons.
Il signe ensuite à l'OGC Nice mais n'est pas conservé quelques mois avant la fin de son contrat en 2017.
Il rejoint le RNK Split en février 2017, club croate.
Puis, il signe en 2017 dans le club historique de l'Union Saint-Gilloise, où il inscrit de nombreux buts spectaculaires, tout en délivrant des passes décisives. 
En janvier 2019, il décide de rejoindre le club de Virton pour une période de 6 mois.
En 2020, il signe dans un autre club historique de Bruxelles, le RWD Molembeek. 

C'est un joueur technique, qui a une bonne vision du jeu et qui évolue en tant que numéro 10.